# Eckhard Martens
Eckhard Martens (n. 12 iunie 1951, Bützow, Republica Democrată Germană, Germania) este un canotor ce a reprezentat Germania, medaliat olimpic. A participat la o ediție a Jocurilor Olimpice (1972) în care a câștigat o medalie de argint.

## Participări
Lista de mai jos prezintă principalele competiții la care a participat Eckhard Martens de-a lungul carierei.
- rowing at the 1972 Summer Olympics – men's coxed four[*][3]